# Luana Alcañiz
 (avril 2025).
Luana Alcañiz est une actrice espagnole, née le 8 mai 1906 à Madrid où elle est morte le 24 juillet 1991  .

## Filmographie
- 1930 : El último de los Vargas (de)
- 1930 : Del mismo barro
- 1930 : A Devil with Women d'Irving Cummings : Dolores
- 1931 : La Llama sagrada : Estela
- 1931 : La Dama atrevida : Margarita Townsend
- 1931 : El Pasado acusa : Eve Miller / Eva Stanton
- 1932 : Hombres de mi vida
- 1933 : Miguelón, o el último contrabandista
- 1933 : Primavera en otoño (en)
- 1934 : Nothing More Than a Woman (en) : Gilda
- 1935 : Julieta compra un hijo
- 1936 : La Última cita de Bernard B. Ray
- 1936 : Contra la corriente : Rosalia Martin
- 1938 : Sucedió en La Habana (en)
- 1939 : Frontiers of '49 : Dolores de Cervantes
- 1939 : Verbena trágica (en)
- 1945 : Alma llanera
- 1945 : La Baraque (La Barraca) : Pepeta
- 1946 : Sol y sombra
- 1946 : Papá Lebonard
- 1946 : María Magdalena
- 1947 : You Have the Eyes of a Deadly Woman (en)
- 1947 : Chachita from Triana (en)
- 1948 : Tabaré
- 1948 : Reina de reinas: La Virgen María (en) : La Virgen María
- 1948 : La Casa de las sonrisas (es)
- 1949 : El Inspector Víctor contra Arsenio Lupin
- 1950 : Nobody's Wife (en)
- 1957 : Horas de pánico
- 1957 : J'ai choisi l'enfer (...Y eligió el infierno) de César Ardavín
- 1960 : Ama Rosa (es)
- 1960 : A Girl from Chicago (en)
- 1960 : Peace Never Comes (en)
- 1963 : Cuatro bodas y pico : La madre
- 1965 : Le Docteur Jivago (Doctor Zhivago) : Mrs. Sventytski